# Dzierzążnia
Dzierzążnia [pronunciación en polaco: /d͡ʑeˈʐɔ̃ʐɲa/] es un pueblo ubicado en el condado de Płońsk, Voivodato de Mazovia, en el centro-este de Polonia. Es la sede de la gmina (distrito administrativo) llamada Gmina Dzierzążnia. Se encuentra a unos 11 kilómetros al oeste de Płońsk y a 70 kilómetros al noroeste de Varsovia.